# Johnny 99
Johnny 99 je album Johnnyja Casha, objavljen 1983. u izdanju Columbia Recordsa. Poznat je po obradama dviju pjesama Brucea Springsteena, "Highway Patrolman" i "Johnny 99". "I'm Ragged But I'm Right", pjesma Georgea Jonesa, bila je manji hit, dostigavši 75. poziciju na ljestvici. Johnny 99 se općenito smatra snažnim albumom u razdoblju koje se uzima kao Cashovo najneuspješnije. Hoyt Axton pjeva prateće vokale na "Highway Patrolman" i "Joshua Gone Barbados". "New Cut Road" bila je relativno uspješan singl Bobbyja Barea 1981., a "Brand New Dance" Paula Kennerleyja će doživjeti nove obrade, od kojih je najpoznatija ona Emmylou Harris s njezina istoimenog albuma iz 1990.
Nekoliko pjesama na ovom albumu sadrže političke ili društvene teme i komentar: naslovna pjesma govori o bivšem nezadovoljnom automehaničaru koji se okrene kriminalu nakon što se suočio s ozbiljnim financijskim poteškoćama; "God Bless Robert E. Lee" hvali najslavnijeg generala Konfederacije zbog njegova sprječavanja još većeg gubitka ljudskih života u ratom zahvaćenom Jugu; "Joshua Gone Barbados" govori o sjekačima šećerne trske sa Svetog Vincenta koji postaju nasilni; "Highway Patrolman" govori o teškom odnosu između policajca iz naslova i njegova nasilnog brata alkoholičara.

## Popis pjesama
1. "Highway Patrolman" (Bruce Springsteen) – 5:17
2. "That's the Truth" (Paul Kennerley) – 2:41
3. "God Bless Robert E. Lee" (Bobby Borchers/Mack Vickery) – 3:40
4. "New Cut Road" (Guy Clark) – 3:30
5. "Johnny 99" (Springsteen) – 3:33
6. "Ballad of the Ark" (Steven Rhymer) – 2:52
7. "Joshua Gone Barbados" (Eric Von Schmidt) – 5:04
8. "Girl from the Canyon" (Carolina Casperson/Jonathan Edwards) – 2:35
9. "Brand New Dance" (Kennerley) – 3:21
  - S June Carter Cash
10. "I'm Ragged But I'm Right" (George Jones) – 2:32

## Izvođači
- Johnny Cash - vokali
- James Burton, Bob Wootton - električna gitara
- Jerry Scheff - bas
- Hal Blaine - bubnjevi
- Glen D. Hardin - klavijature
- Brian Ahern - 6-žičani bas, tamburin, aranžmani
- Tim Goodman - električna gitara, akustična gitara, slide gitara, 6-žičani bas, bendžo
- Nick de Caro, Jo-El Sonnier - harmonika
- David Mansfield - mandolina, mandočelo, gusle
- Marty Stuart - gitara, mandolina
- Norton Buffalo - harmonika
- Hoyt Axton, Barbara Bennett, Donivan Cowart, Lynn Langham - vokali

## Ljestvice
Singlovi - Billboard (Sjeverna Amerika)
| Godina | Singl                      | Ljestvica        | Pozicija |
| ------ | -------------------------- | ---------------- | -------- |
| 1983.  | "I'm Ragged But I'm Right" | Country singlovi | 75       |

## Vanjske poveznice
- Podaci o albumu i tekstovi pjesama